# Ińsko (stacja kolejowa)
Ińsko – nieczynna wąskotorowa stacja kolejowa w Ińsku, w województwie zachodniopomorskim, w Polsce.
W październiku 2018 w budynku dawnej stacji kolejowej otwarta izba pamięci kolei wąskotorowej. Projekt zrealizowało Stowarzyszenie Inicjatyw Społecznych KADAM, we współpracy z Gminą Ińsko oraz Stowarzyszeniem Miłośników Kolei Wąskotorowych SEMAFOR.